# Douglas B-66 Destroyer
Douglas B-66 Destroyer je bil ameriški dvomotorni reaktivni bombnik, ki ga je razvil Douglas na podlagi A-3 Skywarriorja. B-66 naj bi nasledil propelerskega Invaderja. Z dobavami so začeli leta 1956, v uporabi je ostal do 1970ih. Nekaj letal so predelali tudi v verzijo za elektronsko bojevanje in izvidništvo. 

## Specifikacije (B-66)
Splošne karakteristike
- Posadka: 3
- Dolžina: 75 ft 2 in (22,9 m)
- Razpon kril: 72 ft 6 in (22,1 m)
- Višina: 23 ft 7 in (7,2 m)
- Površina kril: 780 ft² (72,5 m²)
- Teža praznega letala: 42540 lb (19300 kg)
- Naložena teža: 57800 lb (26200 kg)
- Maks. vzletna teža: 83000 lb (38000 kg)
- Pogon letala: 2 × Allison J71-A-11 ali -13 turboraktivni motor, 10200 lbf (45 kN) vsak

 Zmogljivost 
- Maks. hitrost: 631 mph (548 vozlov, 1020 km/h)
- Bojni radij: 900 milj (780 nmi, 1500 km)
- Največji doseg: 2470 milj (2150 nmi, 3970 km)
- Višina leta: 39400 ft (12000 m)
- Hitrost vzpenjanja: 5000 ft/min (25 m/s)
- Obremenitev kril: 74,1 lb/ft² (361,4 kg/m²)
- Razmerje potisk/teža: 0,35

Oborožitev

- Strelno orožje: 2x 20 mm Hispano-Suiza HS.404 topova
- Bombe: 15.000 lb (6.803,9 kg)

Letalska elektronika

- APS-27 in K-5 radarja